# Margarita Abella Caprile
Margarita Rosa Josefina Abella Caprile (Buenos Aires, 5 de agosto de 1901-Buenos Aires, 28 de octubre de 1960) fue una escritora argentina dedicada a la poesía y el periodismo literario, ganadora del Premio de Honor de la SADE 1950[cita requerida] y del Premio Municipal de Literatura 1938.

## Trayectoria
Nació el 5 de agosto de 1901. Era bisnieta por línea materna del presidente argentino del período 1862-1868, Bartolomé Mitre. Desde joven se dedicó a la literatura. Trabajó como periodista y escribió libros de viajes o novelas cortas. Tuvo amistad con Alfonsina Storni y conoció a Gabriela Mistral. Viajó mucho por el mundo y vivió un tiempo en Francia. 
Desde 1955, sustituyó a Eduardo Mallea como directora del Suplemento Literario del periódico La Nación, donde trabajó hasta su muerte.
Destacó sobre todo como poetisa. En 1917 aparecieron sus primeros poemas´"Nieve", Abella entonces de dieciocho años, logró un gran éxito del público lector y de la crítica. En 1919 "Perfiles en la niebla" fue un triunfo y marcó una trayectoria cada vez más exitosa con elogio de los críticos tanto argentinos como internacionales, por eso sus poesías volvieron a ser publicadas varias veces.
De tono intimista, sus versos fueron sensibles y vigorosos, frágiles y luminosos a la vez.

«No hizo versos por oficio o por deporte sino como catarsis de lo que bullía en su alma.»

Se dedicó a la prosa en 1936 con el mismo éxito que con la poesía. Su libro "Geografías" fue escrito a partir de las crónicas de sus viajes por el mundo.
En 1938 recibió el Premio del Jurado Municipal de Literatura por su libro "50 poesías".
En 1950, su libro "Lo miré con lágrimas" recibió la Faja de Honor de la SADE. 
Formaba parte del PEN Club y de la Comisión Directiva del Círculo de Escritores Argentinos.
Falleció en Buenos Aires a los cincuenta y nueve años el 28 de octubre de 1960. En 1964, se publicaron un tomo de sus “Obras completas”, con el prólogo de Leónidas de Vedia.

## Obra
- Ensayos (poesía, 1917)
- Nieve (poesía, 1919)
- Perfiles en la niebla (poesía, 1923)
- Sonetos (poesía, 1931)
- Geografías (libro de viajes, 1936)
- 50 Poesías (poesía, 1938)
- Sombras en el mar (poesía, 1931)
- Lo miré con lágrimas (poesía, 1950)
- El árbol derribado (poesía, 1959)